# Бојан Димитријевић (политичар)
Бојан Димитријевић (Горњи Милановац, 1963) српски је економиста, политичар и универзитетски професор.

## Биографија
Докторирао је 1996. на Економском факултету Универзитета у Београду.
Др Бојан Димитријевић изводио је наставу на предмету Развој и савремена економска мисао на Економском факултету у Београду од 1989. године, а од 2003. године изводио је и наставу на предмету Теорија и анализа Економске политике. У оквиру последипломских студија, водио је предмет Економика локалне самоуправе. Био је повремени предавач на Београдској отвореној школи, као и на другим факултетима и институцијама у Србији.
Био је функционер Демократске странке Србије до 1997. године када прелази у Српски покрет обнове (СПО) и постаје потпредседник градске Владе Београда након што је смењен тадашњи градоначелник др Зоран Ђинђић.
На предлог Српског покрета обнове (СПО) био је министар трговине, туризма и услуга у Првој Влади Војислава Коштунице која је била на власти у Србији од 3. марта 2004. године до 15. маја 2007. године као и декан Факултета за услужни бизнис у Сремској Каменици. Био је ко-министар финансија у транзиционој Влади Србије 2000. Био је члан Српског покрета обнове. Током цепања странке 2005. када се велики део странке отцепио и основао Српски демократски покрет обнове, Димитријевић није изабрао ни једну страну.
Бојан Димитријевић је средином новембра 2008. године саопштио да постаје члан Српске напредне странке.
Ожењен је и отац једног детета.